# Палићко језеро
Палићко језеро се налази 8 km од Суботице, поред места Палић које је, управо због језера значајан туристички центар Војводине. Језеро је еолског порекла и представља највеће језеро у Србији настало природним путем. Део је заштићеног подручја Парк природе Палић.

## Физичко-географске карактеристике језера
Језеро захвата површину од 4,6 км². Просечна дубина језера је 1,9 м, највећа је 3,5 м, а туристички сектор захвата 3,8 km² са три посебне плаже. Језеро је иначе, подељено на четири сектора и богато је рибом. У току туристичке сезоне, температура воде се креће између 18 и 25 °C. Палић се иначе одликује умерено континенталном климом и просечно има око 2.100 сунчаних сати годишње, а просечна летња температура ваздуха износи око 20 °C. Најчешћи правац ветрова је северозапад-југоисток.

## Историјат
Према легенди језеро је остатак Панонског мора, али да је оно настало од суза пастира Павла који је ту напасао своје стадо.
Језеро је настало у прадавна времена као изданско, иако вода језера највећим делом потиче од падавина које су испуњавале удолину. Салинитет језера се објашњава тиме што се вода сливала са околног терена растварајући натријум-хлорид.
Језеро Палић се у писаним документима први пут помиње 1462. године као Пали (Paly). Први цртеж, који је представљао мапу језера (Paligo Palys) потиче из 1690. године.
Још се крајем 18. века знало да језерска вода и муљ имају лековита својства. Према идеји лекара из Суботице, 1845. године је најпре изграђена гостионица Доња тршчара, што је био темељ касније изградње Купалишта и Бање. Свој процват Палић доживљава 1880-их, након отварања пруге Будимпешта-Земун 1883. године и трамвајске линије до Суботице 1897. Осим због лечења (првенствено коштаних и кожних обољења) посетиоци су на Палић долазили и због забаве. Између 1880. и 1914. на Палићу су одржаване спортске игре у брзом ходању, бициклизму, рвању, мачевању и другим спортовима, од којих неки сада већ имају дугу традицију на Палићу. Број посетилаца купалишта и бање Палић је растао све до почетка Првог светског рата.
После Првог светског рата, на источној обали Палића изграђен је Велики (Мушки) штранд, највећи објекат те врсте у тадашњој Југославији. И након Другог светског рата настављено је са изградњом Палића, па је 1950. у боровој шуми изграђена Летња позорница од нетесаног камена на којој су гостовали многи уметници. Шездесетих година 20. века изграђен је спортски центар са теренима за фудбал, одбојку, кошарку, рукомет. На источној обали је подигнуто Викенд насеље где су многе суботичке фирме изградиле одмаралишта за своје раднике. Године 1978. ископана је прва бушотина термоминералне воде на Палићу, а 1984. је отворен Термални базен. Изграђен је модеран хотел „Президент“ 2000. године, а у истом маниру након тога је адаптирано неколико старих палићких вила, којих је крајем 19. века било преко 200 и претворено у луксузне хотеле мањих капацитета. Околина бање је пошумљена. Велики парк је од тада редизајниран, а засађено је још зеленила, тако да од првобитне површине од нешто више од 86.000 m2, парк данас заузима око 190.000 m2.
Палић је данас квалитетна и позната туристичка дестинација и од 2007. године има усвојен План развоја Палића - Мастер план.

## Туризам
Ово језеро је атрактивно пре свега купачима, али сам центар нуди и друге видове забаве, спортске активности, али и обилазак резервата природе, посматрање птица, пешачке туре и фото-сафари. Обала је веома привлачна због својих пешчаних спрудова, стаза за бициклисте, као и полигона за учење вожње. Језеро је богато рибом и ово даје прилику заљубљеницима у пецање за активан одмор. Центар пружа и могућности за лечење и опоравак. Језерско блато је богато важним минералима са лековитим особинама, а извори минералне воде имају температуру од 25 °C. Обала језера је дуга око 17 km и целом својом дужином је уређена.

## Екологија
Услед сталног опадања нивоа воде, врућина, застоја ветра и због отпадних вода, још је крајем 19. века забележено да је језерска вегетација бујала. Овај процес се понављао током времена.
Кулминација овог проблема је била у лето 1970. године када је због великог загађења и неконтролисаног цветања алги, дошло до нестанка кисеоника у води због чега је дошло до помора живог света у језеру. Зато је језеро 1971. исушено и из њега је повађен сав муљ. Такође је изграђен пречистач за отпадну воду и 1976. језеро је поново напуњено водом. Од тада се квалитет језерске воде помно прати, али се улажу и напори да се и сачува.
Уз постојећи пречистач, 1995. је пуштен у рад канал Тиса - Палић, што је допринело побољшању квалитета језерске воде.
Због своје геолошко - еколошке вредности Палићко језеро је заштићено подручје треће категорије и има ранг Парка природе. На подручју под трећим степеном заштите забрањена је изградња, промена пејзажа и узнемиравање на било који начин биљних и животињских врста које се тамо налазе. Ово степско језеро измењено људским радом је и водни ресурс, иако је нарушен у овом тренутку. Постоје друштва, попут Удружења љубитеља природе „Riparia“ која непрекидно улажу напоре да се то подручје очува, као и врсте које га насељавају. Пример за то је уређење острва у другом сектору Палићког језера како би се створили неопходни услови за несметан боравак црноглавих галебова у тој области.

## Флора
Заштићене - ретке и аутохтоне врсте су првенствено примерци дендрофлоре у Великом парку и Парку Народних хероја: 
- Мочварни чемпрес – Taxodium distichum Rich код Женског штранда,
- Мочварни чемпрес – Taxodium distichum Rich код чесме и
- Пољски јасен – Fraxinus Oxycarpa Willd код Велике терасе, који представљају споменике природе.

Иначе, Парк Народних хероја одликује једногодишња и вишегодишња парковска вегетација плански сађена по принципима пејзажне архитектуре. На хидрофилним ливадама између улица Сушачке, Ријечке и Унске улице развијен је ливадски тип вегетације класе Molinio-Arrhenatheretea.
Даље према западу, у депресији из зоо-врта се тршћаци смењују са јасеновим шумарцима забареног типа, где је пронађена и ретка врста орхидеја – Orchis laxiflora subsp. palustris, у народу позната као мочварни кацун. Овај, по флористичким елементима најбогатији, део МЗ Палић, налази се супротно од Локације у односу на Велики парк.
Флору језера карактеришу акватичне врсте као што су: 
- (сочивица),
- (дрезга),
- (класасти крочањ),
- (барска трска),
- и друге.

Широко су распрострањене, значај им је у одржавању еколошке равнотеже. На списку биљака у Црвеној књизи Србије налазе се: 
- и

## Фауна

### Рибе
У Палићком језеру констатовано је 19 врста риба, припадница пет фамилија: 
-,  и

У 4 сектору (туристички део), заступљене су све ове врсте, а доминирају алохтоне врсте: 
- (сребрни караш, бабушка),
- (сунчаница) и
- (амурски чебачок).

Природне реткости (Црвена књига Србије) представљају: 
- штука,
- чиков и
- смуђ.

### Водоземци
Типична фауна водоземаца Војводине опстала је на релативно очуваним влажним и воденим стаништима, захваљујући чињеници да се на подручју Палићког језера налази мозаик ефемерно влажних, мочварних, барских и сталних стајаћих водених површина. Ова станишта су под јаким негативним антропогеним утицајем. Констатовани су следећи таксони:
- Triturus cristatus (велики мрмољак)
- Lissotriton vulgaris (мали мрмоњак)
- Bombina bombina (црвенотрби мухач)
- Bufo bufo (обична крастача)
- Pseudepidalea viridis (зелена крастача)
- Pelophylax kl. esculenta (зелена жаба)
- Pelophylax ridibundus (велика зелена жаба)
- Pelophylax lessonae (мала зелена жаба)
- Hyla arborea (гаталинка)

### Гмизавци
У Палићком језеру и околини забележено је 6 врста гмизаваца, што је око једна трећина врста које живи у Србији. Без обзира на статус заштите и степен угрожености, ове врсте представљају врло значајну карику у ланцу исхране и услов за опстанак великог броја птица, нарочито у периоду сеобе. Констатовани су следећи таксони:
- Emys orbicularis (барска корњача)
- Lacerta agilis (ливдски гуштер)
- Lacerta viridis (зелембаћ)
- Podarcis tauricus (степски гуштер)
- Podarcis muralis (зидни гуштер)
- Natrix natrix (белоушка)

### Птице
Од птица, на подручју Палићког језера забележено је 207 врста, од којих се 101 врста гнезди. Пет врста се налази на листи угрожених птица у свету, 48 врста је угрожено у Европи, 4 имају мали ареал у свету, 86 је угрожено и ретко у Србији, док 63 врста има еколошки или неки други значај.
У свету, Европи и Србији су угрожене: 
- црноврати гњурац (лат. Podiceps nigricollis), , , , , , , , ,
- ћубаста пловка, , ,
- црвенонога прутка (лат. Tringa totanus), , , , , , Remiz pendulinus, Panurus biarmicus, Lascinia svecica, Locustella luscinioides и Emberiza schoeniclus.

### Сисари
На ширем простору Палићког језера, констатовани су следећи представници:
- Erinaceus roumanicus (јеж)
- Talpa europaea (кртица)
- Nyctalus noctula (вечерњи љиљак)
- Pipistrellus nathusii (шумски љиљак)
- Myotis daubentoni (водени љиљак)
- Plecotus austriacus (дугоухи љиљак)
- Arvicola terestris (водена волухарица)
- Apodemus sylvaticus (шумски миш)
- Apodemus flavicollis (жутогрли миш)
- Apodemus microps (степски миш)
- Sciurus vulgaris (веверица)
- Glis glis (сиви пух)
- Lutra lutra (видра)
- Mustela nivalis (ласица)
- Mustela putorius (твор)
- Martes fiona (куна белица)
- Meles meles (јазавац)
- Vulpes vulpes (лисица)
- Lepus europaeus (зец)
- Capreolus capreolus (срна)